# Salvatore Calvino
Salvatore Calvino (Trapani, 25 dicembre 1820 – Roma, 22 settembre 1883) è stato un patriota, militare e politico italiano, deputato alla camera.

## Biografia
Figlio dell'eminente giurista Giuseppe Calvino, dopo aver studiato al Liceo Ximenes di Trapani si laureò in giurisprudenza all'università di Palermo.
Fu uno dei protagonisti dei moti e della rivoluzione siciliana del 1848: nel gennaio di quell'anno insieme a Enrico Fardella guidò la rivolta e liberò Trapani dai Borboni. In marzo membro della commissione per l'organizzazione della guardia nazionale.
All'inizio del 1849, mentre partecipava alla liberazione della Calabria come sottocapo di Stato maggiore della spedizione, fu catturato, rinchiuso per oltre un anno nel carcere di Castel Sant'Elmo e quindi inviato in esilio, che trascorse a Genova. Nel 1856 a Malta con Nicola Fabrizi cercò di organizzare una spedizione verso la Sicilia.
Nel 1859 si arruolò volontario nei Cacciatori della Magra per la seconda guerra d'indipendenza e dopo la fine della campagna entrò nell'Armata Sarda.
Fece parte dello "Stato maggiore" del corpo di volontari di Garibaldi nella spedizione siciliana dei Mille e fu lui a suggerirgli di sbarcare a Marsala. Venne ferito alla coscia nella battaglia di Calatafimi.
Il 2 giugno 1860 fu nominato direttore della Marina dittatoriale siciliana. Il 14 settembre Garibaldi dimissionò Depretis da prodittatore nel governo dittatoriale per sostituirlo con Calvino che però rifiutò preferendo tornare sul campo di battaglia con il grado di capitano, e allora il 17 settembre fu nominato direttore del ministero della Guerra guidato da Nicola Fabrizi.
Nel 1861 fu eletto deputato alla Camera del Regno per la sinistra nel collegio di Monreale, per l'VIII legislatura, poi nel collegio di Trapani per la IX, X, dove fu segretario, e XI, fino al giugno 1871, quando declinava il mandato.
Fu arrestato brevemente durante i fatti di Aspromonte.
Partecipò nel 1866 alla terza guerra di indipendenza, ancora a fianco di Garibaldi, nel Corpo Volontari Italiani.
Successivamente iniziò una carriera di imprenditore-esportatore insieme a Nino Bixio che finì negativamente anche per la morte in un viaggio di Bixio nel 1873.
Fu poi capo di gabinetto al ministero dell'interno sotto un governo Depretis, di regio commissario al comune di Genova dal maggio 1878 al gennaio 1879, infine membro e segretario del Consiglio di Stato.
Nel dicembre 2010 in occasione del 190º anniversario della nascita, Poste Italiane ha emanato un annullo filatelico speciale.